# König Drosselbart (Oper)
König Drosselbart ist eine Märchenoper in drei Akten von Gustav Kulenkampff mit der Opuszahl 19. Das Libretto verfasste Axel Delmar nach dem Märchen König Drosselbart der Brüder Grimm. Uraufführung war am 31. Dezember 1899 in der Königlichen Oper in Berlin.

## Handlung und Libretto
Axel Delmar hat sich bis auf wenige Kleinigkeiten genau an die Vorlage des Märchens gehalten. Die Oper beginnt mit der Brautwerbung am Hof des alten Königs. Rosamunde weist alle Freier zurück und verspottet den König von Liebeland ob seiner Bartform als „Drosselbart“. Zur Strafe soll sie dem ärmsten Bettler die Hand reichen, als welcher sich „Drosselbart“ verkleidet hat. Gewaltsam getraut und verstoßen folgt sie ihm in den Wald. So endet der erste Akt. Der zweite Akt beginnt stimmungsvoll. Reue und Sehnsucht nach dem verscherzten Glück regen sich im Herzen der Königstochter, je mehr sie durch Stolz und Demütigungen gebrochen wird. Als bekanntes Zitat des Märchens verwendet Delmar die Textzeile „Ich arme Jungfer zart, ach hätt’ ich genommen den König Drosselbart“ und „Ich dummes Ding so jung und zart, ach hätt’ ich genommen den König Drosselbart“. Nach einem fingierten Angriff des Pagen Rittersporn verwendet der Librettist die Textzeile: „So arm du bist, du schützt mich doch“, bei welchem Drosselbart Rosamunde schützt, beginnen sich bei ihr Gefühle für den „Bettler“ zu entwickeln. Bei einer letzten Probe muss Rosamunde sich als Küchenmagd im Schloss Drosselbarts beweisen. Bei einem Fest, zu welchem auch der alte König geladen ist, gibt sich Drosselbart zu erkennen. Delmar hat die Episode eines Liebesverhältnisses zwischen Vergissmeinnicht, dem Hoffräulein der Königstochter, und Rittersporn, dem Pagen Drosselbarts, eingefügt. Für alle endet der dritte Akt „in Glückseligkeit.“

## Uraufführung
Bei der Uraufführung am 31. Dezember 1899 in der Königlichen Oper in Berlin sang Emilie Herzog die Rolle der Rosamunde und Baptist Hoffmann die Titelrolle. Dirigent der Aufführung war Karl Muck.